# Arnaldo Malan
Arnaldo Malan (Milano, 15 gennaio 1885 – Torino, 4 maggio 1948) è stato un medico italiano.

## Biografia
Nipote del sarto Jean Jacques Malan e di Marie Catalin, fu figlio del pastore valdese Augusto Giovanni Malan e di Matilde Blanc, originaria di Ginevra, ed ebbe quattro fratelli: Giulio, Umberto, Marcello e Susanna.
Dopo aver studiato a Nizza, il diciannove novembre 1902 conseguì il baccellierato in lettere alla Facoltà di Aix-en-Provence e il sei gennaio 1903 si iscrisse alla sezione di medicina e chirurgia del Regio Istituto di studi superiori, pratici e di perfezionamento di Firenze, dove frequentò i primi tre anni di corso, al termine dei quali vinse il concorso di dissezioni anatomiche all'istituto di anatomia umana guidato da Giulio Chiarugi. Successivamente si trasferì a Torino, nella clinica medica diretta da Bonaventura Graziadei (1852-1935) e in quella chirurgica presieduta da Antonio Carle, laureandosi alla Regia Università di Torino il tre luglio 1908; nello stesso anno divenne aiuto nella sezione di otorinolaringoiatria dell'ambulatorio policlinico di Torino.
Nominato assistente aggiunto all'ospedale mauriziano Umberto I di Torino nel 1909 e nel 1910, in quest'ultimo anno dal matrimonio con Maria Edmea Hahn nacque suo figlio Edmondo Malan. Nel 1911 fu nominato assistente straordinario all'ospedale mauriziano e nel 1913 sostituto direttore della sezione otorinolaringoiatrica dell'ambulatorio policlinico torinese; nel 1915 fu infine designato assistente ordinario sempre all'ospedale mauriziano.
Con l'avvento della prima guerra mondiale, entrò nel servizio di sanità militare con il grado di tenente medico in servizio negli ospedali da campo e fra le truppe in prima linea; nel 1917 fu promosso capitano medico e il cinque luglio dello stesso anno gli venne concessa la libera docenza in clinica otorinolaringoiatrica alla Regia Università di Torino. Fino al 1926 tenne un corso in semeiotica e tecnica otorinolaringoiatrica e nel 1927 fu incaricato dell'insegnamento e della direzione della clinica universitaria.
Eletto presidente della Società italiana di laringologia, otologia e rinologia dal 1933 al 1935, dopo la morte di Guglielmo Bilancioni divenne nel 1936 direttore della rivista scientifica Il Valsalva; nel 1939 divenne professore ordinario di clinica otorinolaringoiatrica nell'università torinese.

## Attività scientifica
Autore di centoventi pubblicazioni scientifiche, contribuì al miglioramento della tecnica operatoria in campo otorinolaringoiatrico.

## Opere
- Arnaldo Malan, Compendio di otorinolaringologia, Torino, Carlo Accame, 1935.